# Holocaustmonument (Paramaribo)
Er staat een Holocaustmonunument in Paramaribo, Suriname, op het terrein van de Synagoge Neve Shalom aan de Keizerstraat.
Het monument werd door Philip Dikland ontworpen en op 18 maart 2016 onthuld ter herinnering aan de 105 Joden die in Suriname werden geboren en zich tijdens de uitbraak van de Tweede Wereldoorlog in Nederland bevonden. Het jongste slachtoffer was twaalf jaar oud. De Joodse gemeenschap in Suriname bestond in die tijd uit circa 700 leden.
Belangrijk initiatiefnemers waren Lilly Duym en Jacob Steinberg. Het monument kwam tot stand door donaties, onder meer van Armand van Alen, een ondernemer en trouw lid van de gemeenschap. Hij verrichtte ook de onthullingsplechtigheid. De niet-residerend ambassadeur van Israël, Mordehai Amihai-Bivas, reisde speciaal voor deze gelegenheid naar Suriname. Cynthia McLeod was een van de sprekers.
Gouverneur Johannes Kielstra verbood aanvankelijk de komst van Joodse vluchtelingen uit Europa, maar zijn opvolger Johannes Cornelis Brons was in 1942 meteen voorstander. Op de hoek van de Frederik Derbystraat (toen Rust en Vredestraat) en de Eduard Brumastraat (toen Weidestraat) werd een klein dorp gebouwd voor de meer dan vierhonderd vluchtelingen die naar Suriname kwamen. Volgens McLeod gaf bijna elke familie wel iets aan de vluchtelingen, zoals eten, kleding en speelgoed. Toen het nieuws van de vermoorde Surinaamse Joden bekend werd, kwam de Surinaamse gemeenschap rond januari 1942 in opstand.
Tijdens de plechtigheid werden alle 105 namen een voor een voorgelezen. Hun namen staan in goudkleurige letters op het monument. Zes paren van een volwassene en een kind liepen naar voren om een roos neer te leggen, symbool voor de zes miljoen vermoorde Joden.